# Discodes
Discodes is een geslacht van vliesvleugeligen uit de familie Encyrtidae. De wetenschappelijke naam van dit geslacht is voor het eerst geldig gepubliceerd in 1856 door Förster.

## Soorten
Het geslacht Discodes omvat de volgende soorten:
- Discodes acanthopulvinariae Trjapitzin, 1968
- Discodes aeneus (Dalman, 1820)
- Discodes anthores (Walker, 1848)
- Discodes arizonensis (Howard, 1898)
- Discodes atraphaxidis Myartseva, 1981
- Discodes bicolor Sharkov, 1995
- Discodes capitatus (Mercet, 1921)
- Discodes chubsukulensis Hoffer, 1970
- Discodes coccophagus (Ratzeburg, 1848)
- Discodes coccurae Sharkov & Sugonjaev, 1995
- Discodes cowboy Sugonjaev, 1989
- Discodes desertus Myartseva, 1981
- Discodes differens Yasnosh, 1972
- Discodes discors Prinsloo & Mynhardt, 1981
- Discodes emiliae Sugonjaev, 1971
- Discodes encopiformis (Walker, 1847)
- Discodes eriopeltis Xu & He, 1997
- Discodes fulvescens Trjapitzin, 1967
- Discodes indefinitus Myartseva, 1981
- Discodes iophon (Walker, 1848)
- Discodes ipaikalensis Myartseva, 1981
- Discodes kopetdagensis Myartseva, 1981
- Discodes kryzhanovskii Myartseva, 1981
- Discodes melas Prinsloo, 1985
- Discodes minor (Mercet, 1921)
- Discodes monachus (Mercet, 1921)
- Discodes obscuriclavus Myartseva, 1981
- Discodes partifuscipennis (Girault, 1916)
- Discodes planicornis (De Stefani, 1886)
- Discodes rhizopulvinariae Myartseva, 1981
- Discodes rubtzovi Sugonjaev, 1971
- Discodes shenyangensis Xu & He, 1997
- Discodes tamaricicola Sugonjaev & Babaev, 1974
- Discodes tenebrosus (Mercet, 1921)
- Discodes terebratus Myartseva, 1981
- Discodes thyra (Walker, 1838)
- Discodes trjapitzini Herthevtzian, 1979
- Discodes tugaiensis Myartseva, 1981
- Discodes unicolor (Ashmead, 1888)
- Discodes valentinae Japoshvili & Noyes, 2005
- Discodes yasnoshae Trjapitzin & Ruíz, 2001